# Samsung Galaxy Note 3
Samsung Galaxy Note 3 — смартфон компании Samsung Electronics, поступивший в продажу 25 сентября 2013 года. Ввиду размера экрана (5,7 дюйма или 140 мм) является промежуточным между коммуникатором и планшетным компьютером («фаблет»). Работает на операционной системе Android. Кроме размера, отличается от прочих смартфонов наличием стилуса S Pen. Данное устройство из линейки Galaxy Note впервые было представлено 4 сентября 2013 года на конференции IFA Берлин. В отличие от своего предшественника Galaxy Note II, экран Note 3 больше, но само устройство тоньше и легче. Ёмкость аккумулятора возросла до 3200 мА·ч. Увеличилась и оперативная память, объём которой составил 3 ГБ (против 2 ГБ у предшественника). Задняя крышка текстурирована под кожу чёрного, белого, розового, или красного цвета.
Традиционно Samsung предлагает новинку с набором собственного программного обеспечения, в том числе и для стилуса S Pen.
Также Galaxy Note 3 поставляется с предустановленной системой Knox — комплексным решением для использования смартфона на предприятиях.
Galaxy Note 3 — единственный смартфон в своей серии, оснащенный датчиками температуры и влажности, а также сенсорным экраном, способным обнаруживать движение пальца. Все эти устройства впервые были представлены в Galaxy S4, выпущенном ранее в том же году.
Samsung продала 5 миллионов единиц Galaxy Note 3 в течение первого месяца продаж и преодолела отметку в 10 миллионов единиц всего за 2 месяца. За все время продаж было продано около 18-20 миллионов устройств.

## Технические данные

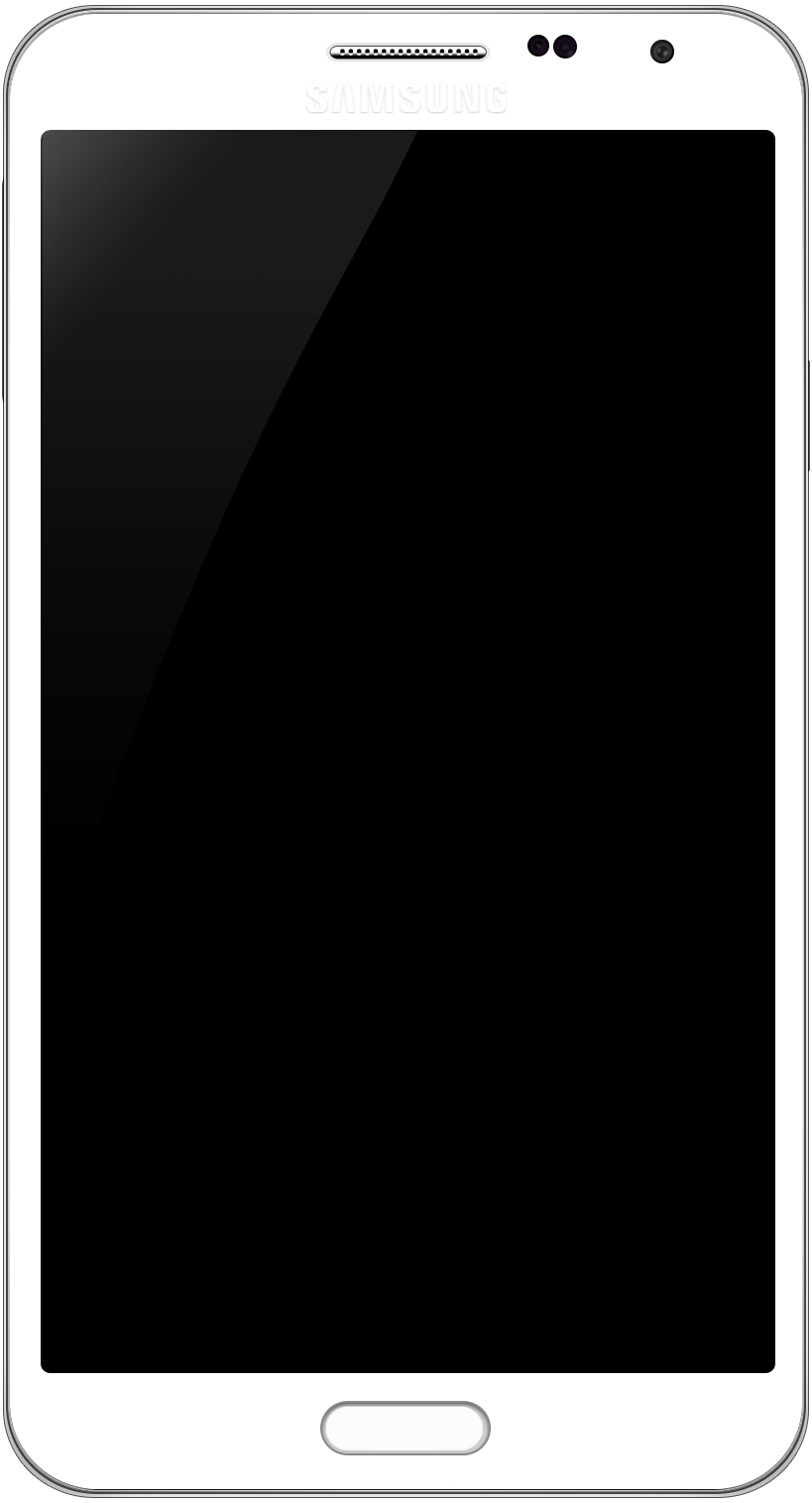
Samsung Galaxy Note 3 Neo

### Аппаратное обеспечение
GALAXY Note 3 выпускалась в LTE и 3G-вариантах. В 3G-версии Exynos 5 Octa, который содержит четыре ядра ARM Cortex-A15 и четыре ядра ARM Cortex-A7, работающих по принципу «big.LITTLE», позволяющему системе переключаться между двумя группами ядер в зависимости от требуемой производительности, а также графику ARM Mali-T628 MP6. Для некоторых рынков выпускается LTE-версия, основанная на четырёхъядерном процессоре Qualcomm Snapdragon 800 с частотой 2,3 ГГц и графикой Adreno 330.
Galaxy Note 3 может поставляться с 16, 32 либо 64 ГБ флеш-памяти, которую можно расширить ещё на 128 ГБ с помощью карты microSD (поддерживает fat32 и exFat) .
Экран Super AMOLED размером 5,7 дюймов и разрешением 1080p. Основная камера (13 Мп) может снимать видео не только в формате 1080p (до 60 кадров/с), но и разрешением 4K (до 30 кадров/с). У камеры BSI-сенсор, Smart-стабилизация изображения, светодиодная вспышка. К тому же Galaxy Note 3 поддерживает USB 3.0.
В модель встроен ряд новых для серии датчиков: для измерения атмосферного давления, температуры и влажности. Также установлены: гироскоп, электронный компас, акселерометр, датчики приближения и освещения, датчик Холла. Также присутствует инфракрасный светодиод, позволяющий использовать смартфон в качестве универсального пульта дистанционного управления.

### Программное обеспечение
Galaxy Note 3 поставляется с Android версии 4.3 «Jelly Bean», а в качестве интерфейса использует фирменную оболочку Samsung TouchWiz. В 2014 году компания представила обновление до Android 4.4.2 "KitKat", а в начале 2015 года вместе со смартфоном Samsung Galaxy S4 получил обновление до Android 5.0 "Lollipop". В смартфоне дополнительно предустановлено обновлённое программное обеспечение для поддержки стилуса S-Pen:
«Air Command» — управление стилусом без прикосновения к экрану и вызов вспомогательного меню с 5 быстрыми функциями.
«Action Memo» — рукописные заметки, которые затем распознаются телефоном. Затем их можно привязать к различным действиям. Синхронизировать, в том числе и с Evernote, даётся премиум-подписка на год.
«Screen Write» — позволяет делать скриншот экрана и затем писать на нём заметки.
«ScrapBook» — сохраняет картинки, обведённые с экрана стилусом.
«S Finder» — поиск по телефону и карте памяти.
«Pen Window» — нарисовав на экране квадрат, пользователь увидит всплывающее окошко с приложениями для дополнительных действий. Висит над основным окошком, и его можно закрыть в любой момент.
Функция «Multi Window» позволяет открыть одновременно два приложения и обмениваться информацией между окнами. «MultiVision» — передаёт одну картинку на несколько устройств, можно сделать один большой экран.
Агрегатор новостей «My Magazine» и обновленная версия «S Note».

## Обвинения в фальсификации производительности
Специалисты медиа-ресурса Ars Technica обнаружили, что при запуске на смартфоне на базе Snapdragon 800 ряда приложений тестирования производительности, таких, как Geekbench, Quadrant, Antutu, Linpack и GFXBench, включается особый режим, разгоняющий процессор. В результате измеряемая данными приложениями производительность Galaxy Note 3 оказывается искусственно завышенной по сравнению с обычным рабочим режимом, в котором работает смартфон. Ранее аналогичные обвинения звучали в адрес другого флагмана Samsung, Galaxy S4.

## Отзывы критиков
Samsung Galaxy Note 3 получил положительный отклик критиков. The Verge похвалил  постепенные улучшения аппаратного и программного обеспечения Galaxy Note 3, посчитав это «лучшей попыткой компании сделать сенсорный ввод необязательным на мобильном устройстве». Его общий дизайн был сочтен «сплоченным и хорошо продуманным», несмотря на то, что Samsung продолжает использовать пластик, и также были отмечены тонкие изменения, такие как стилус симметричной формы. Тем не менее, приложение My Magazine было раскритиковано за то, что оно было «привязанным» трюком. TechRadar считает Galaxy Note 3 эволюцией по сравнению с его предшественником (включая более быстрое аппаратное обеспечение и больший экран), но раскритиковал дизайн устройства за то, что в реальной жизни он не выглядит таким «гладким и премиальным», как это было во время рекламного ролика.
У некоторых Note 3 были проблемы с контролем качества. После непродолжительного использования некоторые пользователи обнаружили, что кнопка «Домой» на телефоне «ослабла и начала смещаться». Некоторые изображения, загруженные пострадавшими пользователями, показывают, что кнопка «Домой» смещалась вверх, вниз, влево или вправо при нажатии кнопки «Домой» на их Note 3 всего через 3 часа использования. В опросе, проведенном Android Police, 2017 пользователей Note 3 жаловались на то, что их кнопка «Домой» была затронута, но только 1150 пользователей не столкнулись с этой проблемой.

## Преемник
Samsung Galaxy Note 4 — Android-смартфон, разработанный и произведенный компанией Samsung Electronics. Он был представлен во время пресс-конференции Samsung на выставке IFA в Берлине 3 сентября 2014 года и выпущен во всем мире в октябре 2014 года в качестве преемника Samsung Galaxy Note 3. Улучшения включают в себя расширенную функциональность, связанную со стилусом, оптически стабилизированную заднюю камеру, видеосъемку в формате 1440p Quad-HD на фронтальную камеру, значительно увеличенную скорость зарядки, переработанный многооконный режим и разблокировку по отпечатку пальца. Это последний смартфон в серии Samsung Galaxy Note со сменной батареей.